# DMZ Vietnam
De DMZ (Demilitarized Zone, ofwel gedemilitariseerde zone) was tussen 1954 en (de jure) 1976 een enkele kilometers breed gebied aan weerszijden van de demarcatielijn ter hoogte van de 17e breedtegraad. De DMZ komt voort uit de Akkoorden van Genève in juli 1954 om de Democratische Republiek van Vietnam te verdelen in 2 helften. Dit totdat een permanente politieke oplossing gevonden kon worden door middel van verkiezingen. Dit was een mondelinge overeenkomst tussen de Fransen en de communisten onder leiding van Hồ Chí Minh. De Verenigde Staten, de Sovjet-Unie en het Verenigd Koninkrijk, waren ook aanwezig bij het sluiten van deze overeenkomst.  De Verenigde Staten verklaarden het hiermee niet eens te zijn maar verklaarden eveneens dat zij de overeenkomst niet zouden tegenhouden. De regering van Bảo Đại verklaarde het niet eens te zijn met deze overeenkomst.
De geschiedenis van de DMZ Vietnam eindigt in 1976 met de hereniging van de twee landen.